# Чёрно-золотой горный дубонос
Чёрно-золотой горный дубонос (лат. Mycerobas icterioides) — вид воробьиных птиц из семейства вьюрковых (Fringillidae). Обитает на севере Индийского субконтинента на территории Афганистана, Индии, Непала, Пакистана, в основном в Гималаях. Предпочитает леса.
Будущее вида вызывает у специалистов наименьшие опасения.

## Галерея

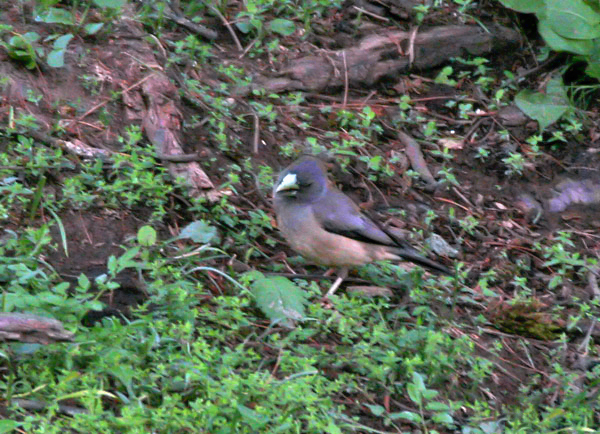
Самка в Bhandak Thaatch (высота 8500 футов) в Kullu-Manali District в Химачал-Прадеш, Индия
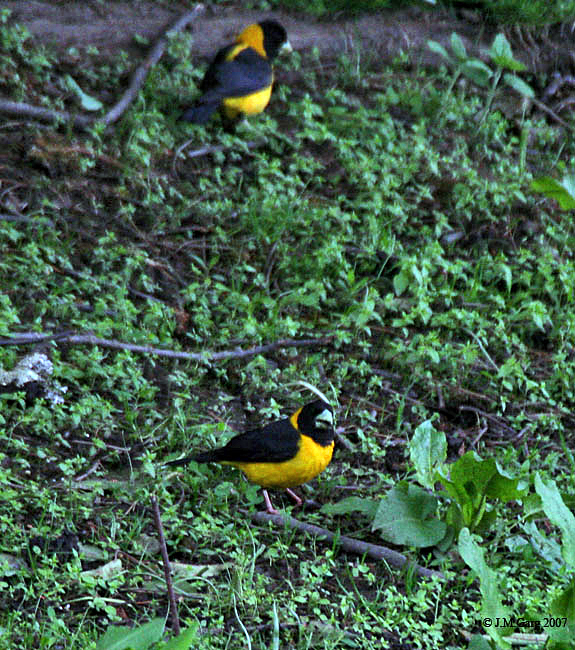
Самец в Bhandak Thaatch (8500 футов) в Kullu-Manali District в Химачал-Прадеш, Индия
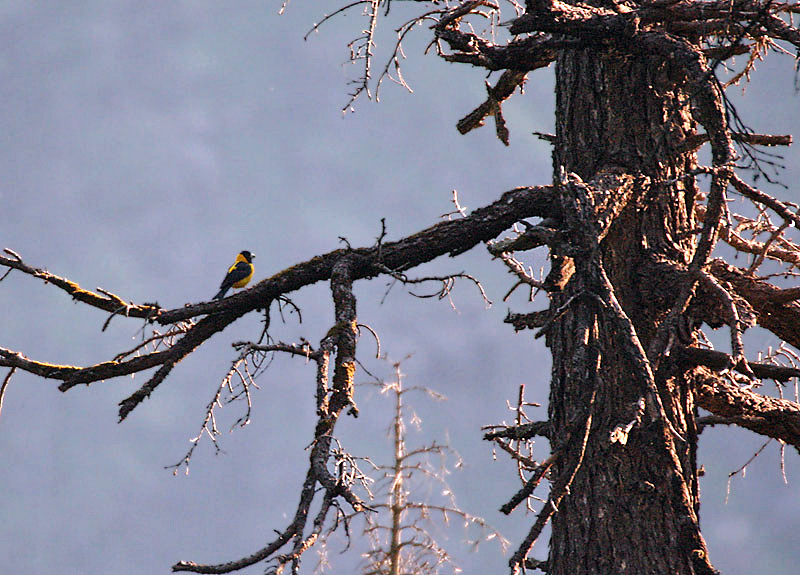
Самец в Гуна Пани (9000 футов) в Kullu-Manali District в Химачал-Прадеш, Индия
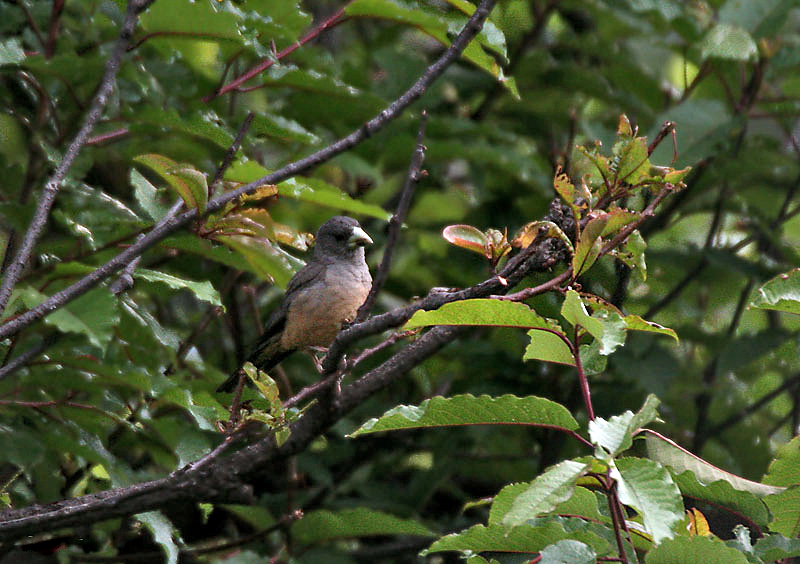
Самка в Bhandak Thaatch (8500 футов) в Kullu-Manali District в Химачал-Прадеш, Индия